# Тоуть Кхам Дыан
Тоуть Кхам Дыан (? — 1977), он же Туть — камбоджийский левый политик, дипломат. Младший брат министра общественных работ Камбоджи — Тоуть Пхыана.

## Биография
Посол КПНЕК на Кубе, также отвечал за отношения с такими странами как Чили и Перу. До 1974 года часто посещал страны Латинской Америки, в дальнейшем назначен послом КПНЕК в КНР. Вскоре после победы Красных Кхмеров в апреле 1975 года вернулся в Камбоджу, где некоторое время работал в министерстве иностранных дел (B-1).
Арестован и казнен в 1977 году.